# Ван дер Пул, Матье
Матье ван дер Пул (нидерл. Mathieu van der Poel; род. 19 января 1995, в Капеллене, провинция Антверпен, Бельгия) — нидерландский профессиональный шоссейный, велокроссовый и маунтинбайковый велогонщик, выступающий за команду Мирового тура Alpecin-Deceuninck. Спортсмен года в Нидерландах (2019, 2023).
- В велокроссе — 6-кратный чемпион мира (2015, 2019, 2020, 2021, 2023, 2024), многократный чемпион Европы и Нидерландов.
- В шоссейных велогонках — чемпион мира в групповой гонке (2023). Победитель «монументов» Милан — Сан-Ремо (2023), Тур Фландрии (2020, 2022, 2024), Париж — Рубе (2023, 2024, 2025). Победитель этапов Тур де Франс и Джиро д’Италия.
- В маунтинбайке — бронзовый призёр чемпионата мира (2018), чемпион Европы (2019).
- В гравийном велоспорте — призёр чемпионата мира (2022).

Первый в истории велогонщик, побеждавший в трёх дисциплинах велоспорта на высшем уровне.
Известен своим многолетним соперничеством с бельгийцем Ваутом Ван Артом.
На Олимпийских играх 2020 года выступал в маунтинбайке, но не сумел финишировать из-за падения на первом круге. На Олимпийских играх 2024 года занял 12-е место в групповой шоссейной гонке.
Сын Адри ван дер Пула и внук (по материнской линии) француза Раймона Пулидора — бывших профессиональных велогонщиков. Младший брат велогонщика Давида ван дер Пула (род. 1992).

## Достижения

### Велокросс
2011
 Чемпион Нидерландов (кадеты)
2012
 Чемпион мира (юниоры)
 Чемпион Европы (юниоры)
 Чемпион Нидерландов (юниоры)
Кубок мира 2011-2012 в общем зачёте (юниоры)
2013
 Чемпион мира (юниоры)
 Чемпион Европы (юниоры)
 Чемпион Нидерландов (юниоры)
1-й - Кубок мира 2012-2013 в общем зачёте (юниоры)
2014
 Чемпион Нидерландов U23
Кубок мира 2013-2014 в общем зачёте U23
3-й Чемпионат мира U23
2015
 Чемпион мира
 Чемпион Нидерландов
2016
 Чемпион Нидерландов
2017
 Чемпион Европы
 Чемпион Нидерландов
2-й Чемпионат мира
2-й Чемпионат Европы
2018
 Чемпион Нидерландов
Кубок мира 2017-2018 в общем зачёте
3-й Чемпионат мира

### Шоссе
2012
Ronde des Vallées — Генеральная классификация (юниоры)
Трофей Карлсберга — Горная классификация (юниоры)
9-й на Чемпионате мира — групповая гонка U19
2013
 Чемпион мира — групповая гонка U19
 Чемпион Нидерландов — групповая гонка U19
Гран-при Рублиланда
Генеральная классификация (юниоры)
Очковая классификация
1-й, 2-й и 3-й (ITT) этапы
Tour du Valromey
Генеральная классификация (юниоры)
1-й и 4-й этапы
Trophée Centre Morbihan
Генеральная классификация (юниоры)
Очковая классификация
1-й этап
Гран-при Генерала Паттона
2-й в Генеральной классификации (юниоры)
Очковая классификация
Горная классификация
2-й этап
Велогонка мира юниоры
2-й в Генеральной классификации (юниоры)
1-й — Этап 1-й этап
2014
Балтик Чейн Тур
Генеральная классификация
Очковая классификация
Молодёжная классификация
4-й этап
1-й  Тур Лимбурга
Тур Эльзаса
6-й в Генеральной классификации
3-й этап
7-й  Omloop der Kempen
10-й Чемпионат мира — групповая гонка U23
2015
4-й Тур Эльзаса
6-й Тур Бельгии
6-й Circuit de Wallonie
2016
8-й Тур Лимбурга
2017
Букль де ля Майен
Генеральная классификация
2-й и 3-й этап
Этап 2-й этап на Тур Бельгии
Дварс дор хет Хагеланд
Bruges Cycling Classic
2018
 Чемпион Нидерландов — групповая гонка
Boucles de la Mayenne
Генеральная классификация
1-й этап
Тур Лимбурга
Арктическая гонка Норвегии
Очковая классификация
1-й и 4-й этап
 Чемпионат Европы — групповая гонка
2019
Дварс дор Фландерен
Брабантсе Пейл
Амстел Голд Рейс
Тур Британии
2020
Тур Фландрии
2021
Страде Бьянке
2-й этап на Тур де Франс
2022
Дварс дор Фландерен
Тур Фландрии
2023
 Чемпионат мира — групповая гонка
Милан — Сан-Ремо
Париж — Рубе
Тур Бельгии
2024
E3 Саксо Банк Классик
Тур Фландрии
Париж — Рубе
2025
Милан — Сан-Ремо
Париж — Рубе
E3 Саксо Банк Классик
Ле-Самен

### Маунтинбайк
2017
2-й - Кубок мира: Альбштадт
4-й - Чемпионат мира по маунтинбайк-марафону
8-й - Кубок мира: Нове-Место-на-Мораве